# Yukiko Tsukuba
Yukiko Tsukuba (nacida como Yukiko Sato; 10 de junio de 1906-6 u 8 de junio de 1977) fue una actriz japonesa, quién debutó en el cine siendo adolescente, también fue una de las estrellas en la época del cine mudo.

## Biografía
Nació el 10 de junio de 1906 en Oaza-Fuiriuto, Iri-nii-mura, Ebara-gun, Tokio (alrededor de la actual Ōmori, Ōta, Tokio). Desde una edad temprana se dedicó al mundo de las geishas en Shinbashi, pero debido a su belleza fue recomendada por Momosuke Fukuzawa, director del Teatro Imperial, y fue solicitada con entusiasmo por Shirō Kido para convertirse en actriz de cine. En 1922, cuando tenía 16 años, ingresó en el Shochiku Kamata Studio, y en 1923 se convirtió en la primera actriz femenina en trabajar en un estudio cinematográfico. Apareció en Mikazuki Jirokichi, dirigida por Jirō Yoshino, un maestro de la primera época del cine mudo, que se estrenó el 1 de diciembre del mismo año. Se empleó a fondo en películas dirigidas por Yoshino y Yasujirō Shimazu, y llegó a interpretar papeles protagonistas, y en enero de 1926 fue ascendido al rango de semiejecutivo en la "Actors Promotion Ceremony".

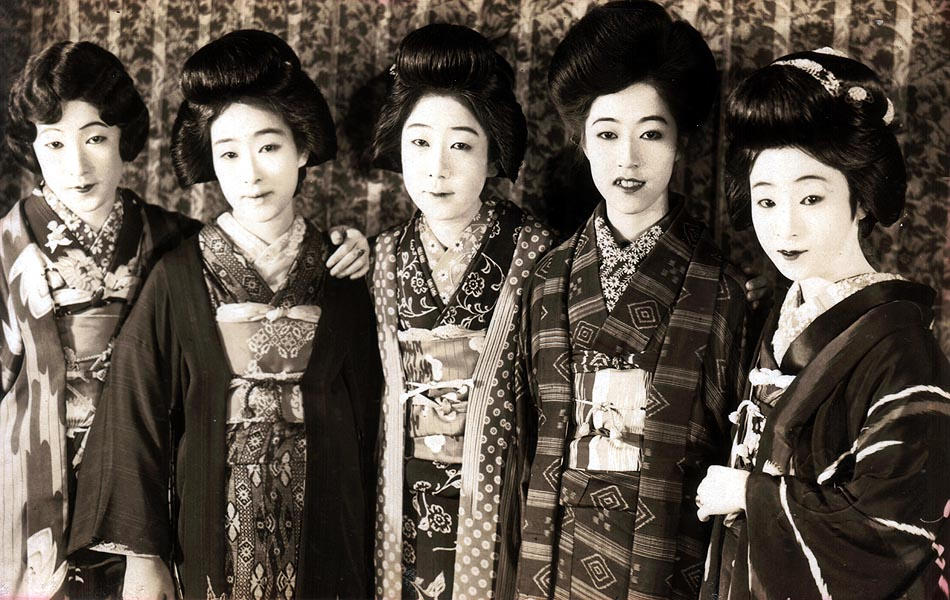
Fotografía publicitaria de la película Yofu gonin onna (1926). De izquierda a derecha: Sumiko Kurishima, Chieko Matsui, Yoshiko Kawada, Yukiko Tsukuba y Sakuko Yanagi

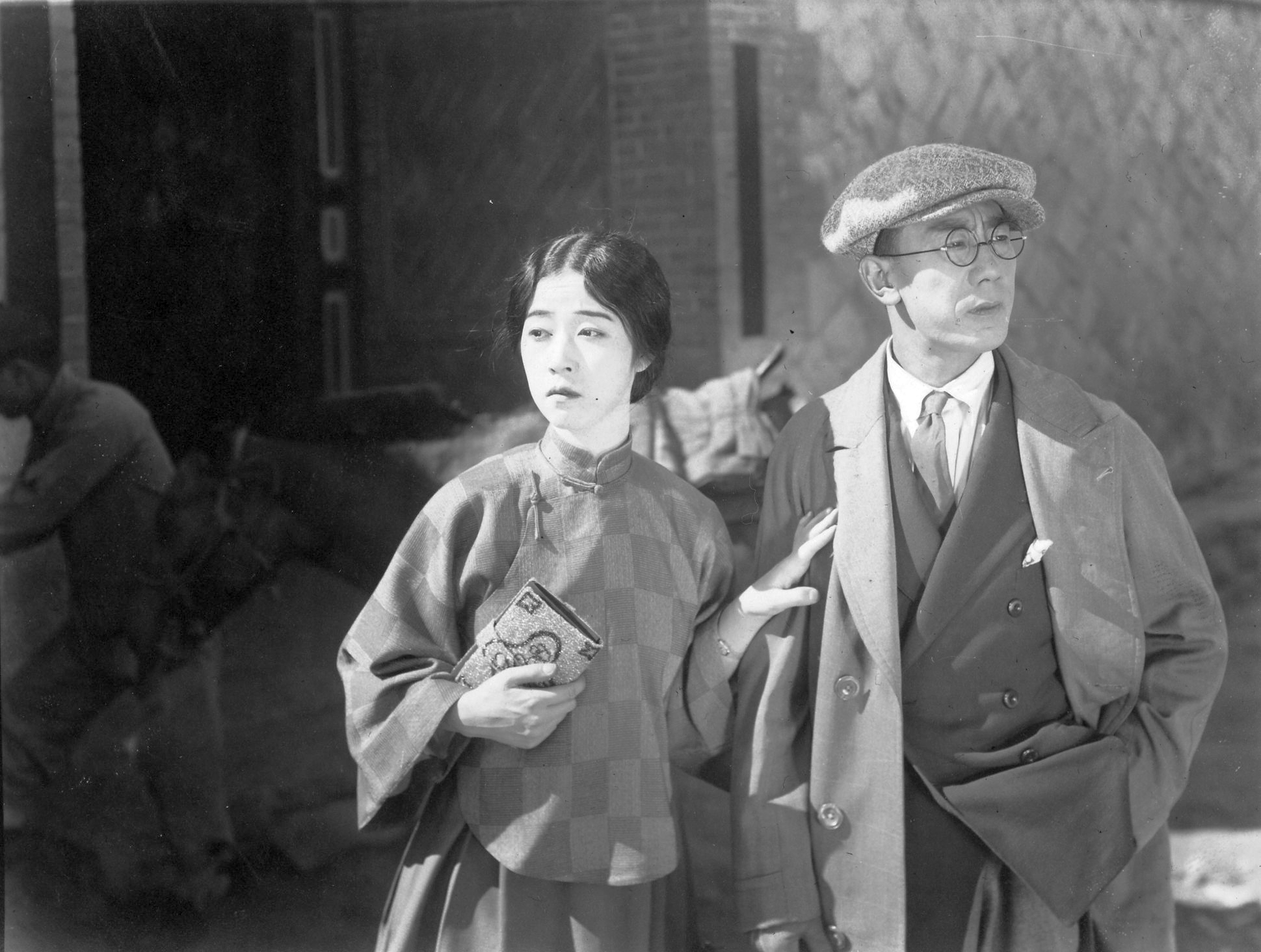
Tsukuba y Masao Inoue en Minzoku no sakebi (1928)

### Carrera
En 1927, dejó Shochiku Kamata Studio y creó una productora independiente, denominada Moroguchi Jyukusha, tras descubrir su amor secreto por el actor Tsuzuya Moroguchi, que trabajaba en el mismo estudio. La compañía produjo una película con Buntarō Futagawa, que fue distribuida por Makino Production, pero fracasó y se disolvió, y formó la Moroguchi Tsuzuya/Tsukuba Yukiko Troupe, que actuó en el teatro Kyoto Za en diciembre del mismo año, pero Tsukuba regresó al Shochiku Kamata Studio tras aclarar su relación con Moroguchi y actuar en los teatros Shochikuza en Asakusa y Minami-za en Kioto. Moroguchi, que había sido pretendido por Kido desde su anterior relación con Yoshiko Kawada, una actriz de alto rango en Shochiku Kamata Studio, se unió a otra compañía en Kioto. Tsukuba, que entonces sólo tenía 21 años, siguió protagonizando películas de Hōtei Nomura e Hiroshi Shimizu.
En 1931, fue elegida para el papel de concubina del personaje principal interpretado por Sōjin Kamiyama en la primera gran película de la estrella de Hollywood en su país, Ai yo jinrui to tomo ni are - Zenpen: Nihon hen.

### Arresto y escándalo
En la mañana del 16 de marzo de 1934 en el 2-121 de Hyakuninchō, Yodobashi (actualmente Shinjuku), 13 personas, entre ellas Randō Fukuda, Kazuo Hirotsu y Rakuzan Takagi, fueron arrestados por jugar "apuestas de mahjong" en el Mahjong Club "Tenpo" y en el club japonés de mahjong "Senzankaku", en el 2-234 de Minami-Shinagawa, Shinagawa. En la tarde del mismo día, Fumio Iwata, Seiji Tōgō y otros fueron arrestados, y Chiyo Uno fue interrogada, lo que dio como resultado el arresto de 20 personas sólo en el mismo día. Al día siguiente, Tsukuba fue detenida junto con Kan Kikuchi, Udaru Ōshita, Saburō Kōga, Unno Juza, Iida Chōko y Emiko Yagumo. Ichirō Yūki, Mitsuko Yoshikawa, Shin'yō Nara, Tokuji Kobayashi, Junko Matsui y Roppa Furukawa también fueron detenidos esa tarde.A raíz de este incidente, Tsukuba fue trasladada al Shochiku Shimokamo Studio ese año, y abandonó Shochiku Kamata tras el estreno de Edo ha Migoroso en octubre.
Al año siguiente, el 3 de mayo de 1935, un hombre llamado Ushijima extorsionó a la tienda de departamento Matsuya con 5.000 yenes utilizando como argumento una foto de Tsukuba desnuda. Basándose en la declaración de Ushijima tras su arresto, Tsukuba también fue llevada al Tokyo Metropolitan Police Department el mismo día, siendo sospechosa de ser cómplice.Ushijima había sido pareja sentimental de Tsukuba, y vivieron juntos desde 1930 hasta el verano de 1934.Por esta época, Tsukuba se había unido al teatro Shinpa y actuó con la compañía de Umejima Noboru.

## Vida personal y muerte
Tras estos escándalos, fue invitada por Tsumasaburō Bandō a aparecer en una de las primeras películas sonoras de Tsukuba en Bando Tsumasaburo Production de Kioto, pero se retiró en 1936, se convirtió en geisha en Sōemonchō, Osaka. En marzo de 1941, regresó al teatro Shinpa, donde permaneció hasta enero de 1942, cuando se retiró y se casó con el empresario Jinkichi Terada.
Después de la guerra, participó en la gira Azumakabuki de Tokuho Azuma em Estados Unidos en febrero de 1954.
El 6 de junio de 1977, murió debido a un cáncer de estómago en el Nissan Tamagawa Hospital de Setagaya a los 70 años, 4 días antes de su cumpleaños. Ese mismo año, en el número 1105 de la revista Shūkan Shinchō,en la sección "Inscripción sepulcral", se publicó "Death of Former Shimbashi Geisha and Actress Yukiko Tsukuba at the Age of 69", lamentando su muerte.